# Mai Ya-hui
Mai Ya-hui (麥雅惠T, Mài YǎhuìP; Kaohsiung, 14 aprile 1977) è un'ex cestista taiwanese.

## Carriera
Con Taiwan ha disputato i Campionati mondiali del 2002.